# Illinois State Route 14
Die Illinois State Route 14 (kurz IL 14) ist eine State Route im US-Bundesstaat Illinois, die in Ost-West-Richtung verläuft.
Die State Route beginnt am U.S. Highway 51 südlich von Du Quoin und endet nach 123 Kilometern am Wabash River an der Indiana State Route 66.

## Verlauf
Ab dem U.S. Highway 51 verläuft die State Route 14 in Richtung Osten und im Norden von Mulkeytown zweigt die Illinois State Route 184 in südlicher Richtung ab. In Christopher trifft sie auf die State Route 148 und im Westen von Benton auf die Interstate 57. Im Zentrum der Stadt zweigt die State Route 34 ab und auf der Main Street nutzt sie die Trasse der Illinois State Route 37. Östlich von Beton passiert sie den Lake Moses. In McLeansboro wird die IL 14 von der State Route 142 gekreuzt und südlich von Enfield trifft sie auf den U.S. Highway 45.
Zwischen den Orten Carmi und Crossville nutzt sie die Trasse der Illinois State Route 1 und verläuft dabei in nordöstlicher Richtung. In Crossville verlässt sie die Trasse und endet westlich von New Harmony, Indiana an der New Harmony Toll Bridge über den Wabash River. Der Fluss bildet außerdem die Grenze zu Indiana. Nach der Grenze wird die Straße als Indiana State Route 66 bezeichnet.